# マイケル・ダナ
マイケル・ダナ（Mychael Danna、1958年9月20日 - ）は、カナダの映画音楽の作曲家。

## 来歴
弟のジェフも映画音楽家。1987年、アトム・エゴヤンが監督した『ファミリー・ビューイング』でデビューし、ジニー賞作曲部門にノミネートされた。同賞にはこれを含め13回ノミネートされており、うち5回受賞している。2012年には『ライフ・オブ・パイ/トラと漂流した227日』でアカデミー作曲賞を受賞。
トロント大学で作曲を学び、1985年にグレン・グールド作曲スカラシップに選ばれた。1987年から1992年にかけて、トロントのマクローリン・プラネタリウムで専属の作曲家を務めた。

## フィルモグラフィ
弟のジェフ・ダナとの共作は「※」で記す。
- ファミリー・ビューイング Family Viewing（1987）
- カリビアン・コネクション Caribe（1987）
- ブレイン・ジャッカー Blood Relations（1988）
- 明日なき暴走/青春の反逆者たち Murder One（1988）
- 戦場の牙 One Man Out（1989）
- コールド・コンフォート Cold Comfort（1989）
- エキゾチカ Exotica（1994）
- JM Johnny Mnemonic（1995）
- カーマ・スートラ/愛の教科書 Kama Sutra: A Tale of Love（1996）
- 百合の伝説 シモンとヴァリエ Lilies（1996）
- アイス・ストーム The Ice Storm（1997）
- スウィート ヒアアフター The Sweet Hereafter（1997）
- 有罪判決/法廷に隠された真実 The Confession（1999）
- 8mm 8mm（1999）
- フェリシアの旅 Felicia's Journey（1999）
- 楽園をください Ride with the Devil（1999）
- 17歳のカルテ Girl, Interrupted（1999）
- 偶然の恋人 Bounce（2000）
- グリーン・ドラゴン Green Dragon（2001）
- ストレンジャー・インサイド Stranger Inside（2001）
- モンスーン・ウェディング Monsoon Wedding（2001）
- アトランティスのこころ Hearts in Atlantis（2001）
- アララトの聖母 Ararat（2002）
- 9.11 あの日を忘れない The Guys（2002）
- アントワン・フィッシャー きみの帰る場所 Antwone Fisher（2002）
- The Matthew Shepard Story（2002）※
- ニュースの天才 Shattered Glass（2003）
- ホワイトクラッシュ The Snow Walker（2003）
- 華麗なる恋の舞台で Being Julia（2004）
- 悪女 Vanity Fair（2004）
- 秘密のかけら Where the Truth Lies（2005）
- ローズ・イン・タイドランド Tideland（2005）※
- カポーティ Capote（2005）
- リトル・ミス・サンシャイン Little Miss Sunshine（2006）
- ロンリーハート Lonely Hearts（2006）
- マリア The Nativity Story（2006）
- アメリカを売った男 Breach（2007）
- サーフズ・アップ Surf's Up（2007）
- レイクビュー・テラス 危険な隣人 Lakeview Terrace（2008）※
- (500)日のサマー (500) Days of Summer（2009）
- ニューヨーク、アイラブユー New York, I Love You（2009）
- Dr.パルナサスの鏡 The Imaginarium of Doctor Parnassus（2009）※
- きみがぼくを見つけた日 The Time Traveler's Wife（2009）
- CHLOE/クロエ Chloe（2009）
- 遠距離恋愛 彼女の決断 Going the Distance（2010）
- マネーボール Moneyball（2011）
- ライフ・オブ・パイ/トラと漂流した227日 Life of Pi（2012）
- デビルズ・ノット Devil's Knot（2013）
- トランセンデンス Transcendence（2014）
- 白い沈黙 Captives（2014）
- 手紙は憶えている Remember（2015）
- アーロと少年 The Good Dinosaur（2015）※
- コウノトリ大作戦! Storks（2016）※
- ビリー・リンの永遠の一日 Billy Lynn's Long Halftime Walk（2016）※
- 秘密への招待状 After the Wedding（2019）
- 紅海リゾート -奇跡の救出計画- The Red Sea Diving Resort（2019）
- ベラのワンダフル・ホーム A Dog's Way Home（2019）
- アダムス・ファミリー The Addams Family（2019）※
- 2分の1の魔法 Onward（2020）※
- スティルウォーター Stillwater（2021）
- アダムス・ファミリー2 アメリカ横断旅行! The Addams Family 2（2021）※
- ザリガニの鳴くところ Where the Crawdads Sing (2022)